# Nico Mutter
Nico Mutter  (* 2. Juli 1998) ist ein Schweizer Unihockeyspieler, der ab 2023 neu beim HC Rychenberg Winterthur unter Vertrag steht.

## Karriere

### Verein
Nico Mutter stammt aus dem Nachwuchs des UHC Waldkirch-St. Gallen. Während der Saison 2016/17 debütierte er unter Fabian Arvidsson in der Nationalliga A. Während dieser Saison erzielte er ein Tor und bereitete zwei Tore vor. In der darauffolgenden Saison absolvierte er 26 Partien und gehörte mit 20 Toren und fünf Assists zu den besten Skorern der Ostschweizer.
2018 wechselte Mutter, wie schon sein Bruder Claudio Mutter es ihm drei Jahre zuvor getan hatte, zum Schweizer Rekordmeister SV Wiler-Ersigen. Mit Wiler-Ersigen wurde er 2019 Schweizer Meister.
Im Jahr 2021 wechselte er dann in zum Warberg IC in die Allsenskan, der zweithöchsten schwedischen Liga. Mit dem Verein verpasste er zweimal knapp den Aufstieg und kehrte danach zurück in die Schweiz, wo er vom HC Rychenberg Winterthur verpflichtet wurde. Damit spielt er wiederum mit seinem Bruder Claudio zusammen, der bereits im Jahr zuvor von Rychenberg verpflichtet wurde.

### Nationalmannschaft
Zwischen 2015 und 2017 gehörte Mutter der Schweizer U19-Unihockeynationalmannschaft an. 2017 nahm er an der Weltmeisterschaft in Växjö teil und erreichte dort den 4. Rang.
2019 wurde Mutter für die neu geschaffene U23-Nationalmannschaft aufgeboten.

## Privat
Nico Mutter ist der Bruder von Claudio Mutter, ebenfalls Spieler des HC Rychenberg Winterthur.